# 安楽寺 (熊谷市)
安楽寺（あんらくじ）は、埼玉県熊谷市にある臨済宗円覚寺派の寺院。

## 歴史
奈良時代初期、藤原不比等の開基である。その後、平安時代後期に成田助隆によって中興された。助隆は当地に勢力を拡大した成田氏の祖であり、先祖の不比等が創建した寺を再興したものである。
助隆が再興した際、釈迦如来・阿弥陀如来・薬師如来の像が3体あったが、これに6体の阿弥陀如来像を加え、9体の仏像をそろえた。鎌倉公方足利氏満は小山義政との戦い（小山氏の乱）に際し、この9体の仏像に祈願したところ、戦わずして氏政が降参したという。

## 文化財
- 別府氏墓（埼玉県指定史跡 昭和11年3月31日指定）[2]
- 九品仏（熊谷市指定文化財 昭和54年11月3日指定）[3]

## 交通アクセス
- 籠原駅より徒歩26分。